# نیکو کاتا
نیکو کاتا (انگلیسی: Niko Kata؛ زادهٔ ۱۵ ژانویهٔ ۱۹۹۳) بازیکن فوتبال اهل اسپانیا است.
از باشگاه‌هایی که در آن بازی کرده‌است می‌توان به اشاره کرد.
وی همچنین در تیم ملی فوتبال گینه استوایی بازی کرده‌است.